# Wasilij Żylcow
Wasilij Iwanowicz Żylcow (ur. 1912 we wsi Poddubje w powiecie i guberni twerskiej, zm. ?) – funkcjonariusz radzieckich organów bezpieczeństwa, jeden z wykonawców zbrodni katyńskiej.
Skończył 6 klas szkoły powszechnej, od 1932 w Komsomole, od 1934 w Armii Czerwonej, od 1936 w NKWD, od 1939 w WKP(b). Od 4 maja 1938 nadzorca więzienia wewnętrznego Zarządu NKWD obwodu kalinińskiego, wiosną 1940 uczestniczył w masowym mordzie na polskich więźniach obozu w Ostaszkowie, za co 26 października 1940 ludowy komisarz spraw wewnętrznych ZSRR Ławrientij Beria przyznał mu nagrodę pieniężną. W 1951 pracownik Zarządu MGB obwodu kalinińskiego w stopniu porucznika. Pracownik Zarządu MWD obwodu kalinińskiego. 

## Odznaczenia
Orderem Czerwonej Gwiazdy (24 listopada 1950) i Medalem „Za zasługi bojowe” (19 stycznia 1945).